# Daihatsu Wake
Daihatsu Wake (яп. ダイハツ・ウェイク) — автомобиль японской компании Daihatsu. 
Впервые был показан публике в ноябре 2013 года на Токийском автосалоне под названием Daihatsu Deca Deca.
Выпуск автомобилей начат 10 ноября 2014 года. Собираются на заводе в городе Накацу.
Автомобиль предназначен только для местного рынка и в другие страны не поставляется. Аналогичная модель выпускается под названием Toyota Pixis Mega.

## Технические характеристики
Пятидверный автомобиль Daihatsu Wake выпускается в двух кузовах; DBA-LA700S с передним приводом и полноприводный в кузове DBA-LA710S. Кузов автомобиля можно обозначить как кей-кар RV, то есть кей-кар с высоким потолком. Рассчитан на 4-х человек, включая водителя. На все автомобили устанавливается бесступенчатая трансмиссия. Также едиными были размеры кузова; длина × ширина × высота: 3395×1475×1835 мм. Минимальный радиус поворота — 4,4 м.
DBA-LA700S
Силовой агрегат — 3-цилиндровый 12-клапанный бензиновый двигатель с жидкостным охлаждением, объёмом 658 см³. Модель двигателя KF, мощностью 54 лошадиные силы, степень сжатия 11,3. Расход топлива 25,4 км/л в режиме JC08 (японский метод измерения расхода топлива). В версии с турбонаддувом мощность двигателя составляет 62 лошадиные силы, а расход топлива 23,8 км/л.
Масса автомобиля в зависимости от комплектации составляла 990—1020 килограмм. Объём бензобака 36 литров.
DBA-LA710S
В данном кузове выпускаются только полноприводные автомобили. Силовой агрегат аналогичный, что и в кузове LA700S. Масса автомобиля от 1040 до 1060 кг в зависимости от комплектации. Объём бензобака 34 литра. У версий без турбонадува расход составляет 24,6 км/л, с турбонаддувом 23,8 км/л.